# Tehtya citrina
Tehtya citrina är en svampdjursart som först beskrevs av Sarà och Melone 1965.  Tehtya citrina ingår i släktet Tehtya, och familjen Tethyidae. Arten är reproducerande i Sverige.